# Žentourová jáma
Žentourová jáma (Göpel Schacht) byl prvním žentourovým černouhelným dolem v severní části návrší Landek v Petřkovicích.

## Historie
Ernst Wilhelm sv. p. Reibnitz byl zakladatelem a majitelem tzv. nových hlučínských kamenouhelných dolů, hloubených od roku 1812 v Petřkovicích. Štolové doly byly položeny na pozemcích náležejících k hlučínskému panství, jejich vlastnictví od něj ale bylo odděleno. Od roku 1810 pozemky vlastnila Antonie Mikettová.

### Důl Ihme
První známý hlubinný důl v Ostravsko-karvinském revíru byl založen Ernstem Wilhelmem Reibnitzem na návrší Landek mezi léty 1810 a 1820. Založení hlubinného dolu si vynutily místní geologické poměry, které se vyznačovaly uložením slojí v synklinálním ohybu ze strmého do ležmého uložení a přitom ležící pod pokryvným útvarem s větší mocností. Sloje tedy nebyly dosažitelné pro štolové dolování důlními díly o potřebné kapacitě. Pokus otevřít tuto skupinu dědičnou slojí Reuter ze severního svahu Landeku se nezdařil. Využití štol z otvírky jižního úbočí Landeku znemožňovala velká vzdálenost k jejich ústím.
Nejvýznamnější součástí dolu byla Žentourová jáma / Ihme, která měla nejdříve hloubku 75,5 m, zvětšenou vrtem do hloubky 120,9 m. Tím byla vyřešena hornická otvírka severního křídla skupiny slojí Juliana až Poustevník, které byly zpřístupněny pomocí mezislojového překopu. Jáma Ihme byla prvním důlním dílem, nad kterém byl v hlučínských dolech od roku 1823 používán žentour s koňským pohonem. Jáma sloužila k těžbě uhlí a také jako jáma větrní.
Pro chůzi lidí do dolu sloužila štola Růžena (Rosalie), která byla vyražena z úbočí Landeku v délce 183 m z údolí poblíž jámy Ihme jižním směrem až do sloje Nový.
Povrchové zařízení dolu a objekty pro nářadí a cechovnu se nacházelo ve vzdálenosti 180 m. Později byl areál dolu využíván pro bytové účely.
V roce 1829 důlní pole včetně nových hlučínských dolů získalo olomoucké arcibiskupství. V roce 1835 byl jižně založen důl Anselm, který převzal těžbu z tohoto dobývacího pole. Žentourová jáma / Ihme postupně ztrácela na významu a zanikla.

#### Těžba uhlí
Dobývaly se sloje petřkovických vrstev ostravského souvrství. Důl měl dvě patra, jedno podpatro, jednu jámu a jednu štolu. První v hloubce štolového patra tj. v hloubce 43,8 m, druhé v hloubce 74,2 m.

#### Údaje o dolu Ihme
| Název           | Druh jámy   | Založení  | Délka štol v m | Hloubka jámy v m | Těžba     | Vytěženo                                            | Likvidace   | Dobývací pole v ha | poznámka        |
| --------------- | ----------- | --------- | -------------- | ---------------- | --------- | --------------------------------------------------- | ----------- | ------------------ | --------------- |
| Žentourová/Ihme | víceúčelová | 1810–1820 |                | 80               | 1810–1850 | nevykazována odděleně od ostatních hlučínských dolů | nedohledáno | 19                 | 1 jáma, 2 patra |
| Růžena          | chůze lidí  | 1799      | 183,0          |                  | do 1870   | nevykazována odděleně od ostatních hlučínských dolů | nedohledáno | 19                 | 1 jáma, 2 patra |